# Chris Leitch
Chris Leitch (Columbus, 1º aprile 1979) è un ex calciatore statunitense, di ruolo difensore.